# Pacific Palisades
Pacific Palisades è una località balneare degli Stati Uniti d'America, nello Stato della California. Si tratta di un distretto occidentale della città di Los Angeles situato tra le località di Brentwood, Malibù, Topanga e Santa Monica. Con i suoi 27 000 abitanti, Pacific Palisades è principalmente un'area residenziale composta da case singole, condomini e appartamenti.

## Storia
Nel 1911 il regista Thomas Ince insediò su alcuni appezzamenti di terreno vicino a Los Angeles la sua casa di produzione, Inceville, che al suo picco impiegava quasi 600 lavoratori. Circa dieci anni dopo il reverendo Charles H. Scott e la Chiesa Episcopale della California Meridionale acquistarono i terreni di Inceville e nel 1922 Scott fondò qui Pacific Palisades, una comune di tipo religioso. Nel 1925 Pacific Palisades contava un centinaio di abitazioni e molti abitanti vivevano in tende. Con il passare del tempo queste tende vennero sostituite con bungalow e infine con case vere e proprie.
Negli anni trenta e quaranta del XX secolo, durante il loro esilio dalla Germania nazista, molti intellettuali e artisti tedeschi e austriaci si insediarono a Pacific Palisades: tra questi Thomas Mann, Lion Feuchtwanger, Theodor W. Adorno, Vicki Baum, Oskar Homolka e Emil Ludwig.

## Nella cultura di massa
- La band Beach Boys, nella sua canzone del 1963 intitolata Surfin' USA, menziona Pacific Palisades tra le migliori località in cui praticare surf.
- I Vendicatori della Costa Ovest, branca californiana di supereroi della Marvel, hanno il loro quartier generale a Pacific Palisades.
- Nella serie TV Bayside School, il liceo Bayside High, dove sono ambientate le vicende, si trova a Pacific Palisades, che è anche il luogo di residenza di alcuni dei protagonisti.
- Pacific Palisades è una serie televisiva del 1997 prodotta da Aaron Spelling e ambientata nell'omonima località.
- Nel teen drama Beverly Hills 90210, Palisades High è citata come scuola rivale di quella frequentata dai protagonisti. Inoltre alcuni episodi della serie sono stati girati nella spiaggia di Pacific Palisades.
- La rock band nordirlandese Ash ha inserito una canzone intitolata Pacific Palisades nel suo album del 2001 Free All Angels.
- Pacific Palisades è il titolo di un racconto-poesia di Dario Voltolini (Einaudi, 2017).